# Волчихин, Валентин Георгиевич
Валентин Георгиевич Волчихин (14 февраля 1925—26 августа 1983) — передовик советского сельского хозяйства, комбайнёр Кущёвской машинно-тракторной станции Краснодарского края, Герой Социалистического Труда (1952).

## Биография
Родился в 1925 году в станице Кущёвская, ныне Кущёвского района Краснодарского края в большой крестьянской семье.
В начале Великой Отечественной войны, когда мужское население массово стало призываться на фронт, в возрасте шестнадцати лет стал работать на тракторе, а через год свободно управлял комбайном в Кущёвской машинно-тракторной станции. По 12-16 часов приходилось работать на технике, вести пахоту и убирать урожай. В это время набралась комсомольская бригада, которая стала постоянно участвовать в социалистических соревнованиях. В конце войны приходилось трудиться и по 22 часа в смену. В 1950 году был представлен к награде Орденом Ленина. На комбайне Сталинец-6 в 1951 году сумел намолотить за 25 рабочих дней 8470 центнеров зерновых и масличных культур.
Указом Президиума Верховного Совета СССР от 13 июня 1952 года за достижение высоких показателей на уборке и обмолоте зерновых и масличных культур в 1951 году Валентину Георгиевичу Волчихину присвоено звание Героя Социалистического Труда с вручением ордена Ленина и золотой медали «Серп и Молот».
В 1953 году вновь ему удалось показать высокий производственный результат и он был награждён третьим орденом Ленина. Более десяти лет возглавлял профсоюзную и партийную организацию большого совхоза. Член КПСС.
В 1974 году переехал вместе с семьёй в город Отрадное Кировского района Ленинградской области. Стал работать мастером-наставником в профтехучилище № 242. Помогал руководству учебного заведения в хозяйственной работе.
Проживал в городе Отрадное.

## Награды
За трудовые и боевые успехи удостоен:
- золотая звезда «Серп и Молот» (13.06.1952)
- три ордена Ленина (25.04.1951, 13.06.1952, 06.08.1954)
- две медали За трудовую доблесть (04.06.1949,26.08.1953)
- другие медали.